# Антошевский, Иван Казимирович
Иван Казимирович Антошевский (1873—1917, Санкт-Петербург) — русский библиограф, литератор, оккультист, мартинист. Издавал журнал оккультных наук «Изида» (1909—1916 год) — официальный печатный орган русских мартинистов.

## Биография
Генерал-инспектор, личный дворянин, сотрудник Императорского СПБ археологического института, член Русского библиологического общества, казначей Графологического общества, литератор. Писал под псевдонимом «адепт белой магии И. К. Свешотна».
В начале 1911 года «Генеральный делегат Ордена мартинистов» Чеслав Чинский и журнал «Изида» взяты полицией под наблюдение. В этом же году главным редактором становится А. В. Трояновский. Одновременно с этим в адресной книге Петербурга издательство журнала начинает значиться не по месту прописки Антошевского, а по месту прописки Трояновского.
Значился в составленном 12 декабря 1912 года Департаментом полиции «Списке лиц, главнейших деятелей масонства в России, за корреспонденцией которых желательно установить наблюдение».
В 1913 году петербургские мартинисты во главе с Г. О. Мебесом отделились от основного Ордена Папюса, образовав автономное общество. И. К. Антошевский был представителем петербургского Ордена, а затем председателем-преемником Мёбеса.
В 1916 году издание журнала прекращается в связи с революций в России.
В июне 1917 года Антошевский был убит на дуэли, хотя в материалах уголовного «Дела ленинградских мартинистов» упоминается, что он умер в 1916 году. Его сменил на должности председателя российских мартинистов другой ученик Мебеса — Богданов В.В.

### Переводы
- Пиобб П.[фр.] Древняя высшая магия. = P. Piobb. Formulaire de haute magie. // Перевод с фр. Антошевский И. К., под редакцией И. К. Свешотна, 1910, СПб: типография В. Я. Мильштейна.
  - Пиобб П. Оккультизм и магия = Formulaire de haute magie. — М.: ТОО «Клышников, Комаров и К°», 1993. — С. 2—28. — ISBN 5-8517-022-9.